# 24 серпня
24 серпня — 236-й день року (237-й у високосні роки) у григоріанському календарі. До кінця року залишається 129 днів.

## Свята і пам'ятні дні

### Міжнародні
- День народження картопляних чипсів (1853)

### Національні
- Україна: День Незалежності України.
- Киргизстан: День внутрішніх військ.
- Ліберія: День прапора.

### Свята
- День міста Перемишляни

### Релігійні
Православ'я:
- Священномученика Євтихія, учня апостола Іоана Богослова.
- Мученика Татіона.
- Мучениці Сіри, діви Персидської.
- Преподобного Георгія Лимніота.
- Рівноапостольного Косьми Етолійського.

## Іменини
- Православні: Петро, Георгій[1].

## Події
- 79 — виверження Везувію. Міста Помпеї, Геркуланум і Стабії поховані під вулканічним попелом
- 410 — вестготи під керівництвом Аларіха захопили та розграбували Рим
- 1471 — португальці завоювали Асілу.
- 1572 — Варфоломіївська ніч, бійня гугенотів у Королівстві Франція
- 1720 — засновано Сардинське королівство
- 1741 — початок чергової російсько-шведської війни
- 1853 — випущено перші картопляні чипси
- 1941 — створено головний підрозділ Сил спеціальних операцій Британської армії SAS (Спеціальна повітряна служба)
- 1942 — відбулася Битва біля східних Соломонових островів між авіаносцями США та Японської імперії під час Другої світової війни
- 1949 — набрав чинності договір про створення НАТО
- 1968 — Франція провела перші випробування ядерної зброї
- 1991 — Верховна Рада Української РСР прийняла Акт проголошення незалежності України (День Незалежності України)

- 1995 — випущено Windows 95
- 2004 — в результаті терактів зазнали катастроф літаки Ту-154Б-2 і Ту-134А-3
- 2006 — Плутон перестав вважатися планетою Сонячної системи і перейшов у розряд карликових планет.
- 2006 — представники п'яти православних церков України прочитали першу спільну молитву в Софійському соборі.
- 2021 — Україна святкуватиме 30-ту річницю відновлення незалежності.

## Народились
Дивись також Категорія:Народились 24 серпня
- 1552 — Лавінія Фонтана, італійська художниця.
- 1584 — Ансальдо Джованні Андреа, італійський живописець.
- 1848 — Євген Лансере, скульптор-анімаліст. Батько Євгена Євгеновича Лансере та Зінаїди Євгенівни Серебрякової.
- 1868 — Максим Славінський, громадсько-політичний діяч, дипломат, публіцист.
- 1895 — Караш Морріс-Селіґ, американський хімік українського походження.
- 1898 — Олександр Горський, організатор кіновиробництва.
- 1899 — Хорхе Луїс Борхес, аргентинський письменник.
- 1907 — Бруно Джакометті, швейцарський архітектор. Син художника Джованні Джакометті, брат скульпторів Альберто і Дієго Джакометті.
- 1923 — Віктор Глушков, український і радянський вчений, піонер комп'ютерної техніки.
- 1928 — Левко Лук'яненко, український політик та громадський діяч
- 1929 — Ясир Арафат, голова (президент) Палестинської автономії з 1993 року, лідер руху ФАТХ (Fatah) і голова виконкому Організації звільнення Палестини (ОЗП) (з 1969 року)
- 1938 — Богдан Базиликут, український оперний співак,
- 1948 — Жан-Мішель Жарр, французький композитор.
- 1957 — Стівен Фрай, британський комедійний актор, письменник, сценарист, телевізійний ведучий, режисер
- 1971 — Віктор Коваленко, український фахівець зі зв'язків з громадськістю, медіаексперт, журналіст, редактор, телеведучий, викладач
- 1974 — Сергій Білоус, солдат ЗСУ, учасник російсько-української війни. Загинув у бою під Георгіївкою. Герой України.
- 1990 — Елізабет Дебікі, австралійська кіноакторка

## Померли
Дивись також Категорія:Померли 24 серпня
- 1540 — Франческо Парміджаніно, італійський живописець, представник маньєризму.
- 1680 — Фердинанд Боль, голландський живописець, рисувальник і гравер.
- 1733 — Монно П'єр-Етьєн, французький скульптор.
- 1745 — Олекса Довбуш, ватажок опришків.
- 1758 — Бартоломео Назарі, італійський художник-портретист.
- 1777 — Канижлич Антун, хорватський поет і історик, єзуїт.
- 1979 — Ганна Райч, найвідоміша німецька авіаторка XX століття, тест-пілот найновіших літальних апаратів, власниця більш як сорока авіаційних рекордів, єдина жінка — володар Залізного хреста. Один з символів Німеччини часів Третього Рейху.

## Церковні свята
- Православна та греко-католицькі церкви вшановують пам'ять давньоримського мученика Святого Євпла зі Сицилії, Святої Сусанни Римської, Святого Папи Гая, Феодора і Василія Печерських та Федора Острозького.

## Народні повір'я
«Варфоломіїв день». Вважається завершенням збирання врожаю і початком сівби озимини: святий Варфоломій «відмикає» осінь.